# Coppa del Principe della Corona del Bahrein
La Coppa del Principe della Corona del Bahrein (in arabo كأس ولي العهد البحريني‎?, in inglese Bahraini Crown Prince Cup) è stata una coppa nazionale calcistica del Bahrein, contesa dalle prime quattro classificate del campionato di calcio e disputatasi dal 2001 al 2009.

## Albo d'oro
- 2001 :  Al-Muharraq 5-4  West Riffa
- 2002 :  West Riffa 3-2  Al-Muharraq
- 2003 :  West Riffa 3-1  Al-Muharraq
- 2004 :  West Riffa 2-1  Al-Muharraq
- 2005 :  West Riffa 3-1  Al-Ahli
- 2006 :  Al-Muharraq 2-1  West Riffa
- 2007 :  Al-Muharraq 1-0  Al-Najma
- 2008 :  Al-Muharraq 5-2  Al-Ahli
- 2009 :  Al-Muharraq 2-0  West Riffa

## Vittorie per squadra
| Squadra     | Vittorie |
| ----------- | -------- |
| Al-Muharraq | 5        |
| West Riffa  | 4        |